# 新屋坐天照御魂神社
新屋坐天照御魂神社（にいやにますあまてるみたまじんじゃ）は、「新屋坐天照御魂」を社名とする神社。大阪府茨木市内に三社がある。

## 概要
延長5年（927年）成立の『延喜式神名帳』に「新屋坐天照御魂神社三座 並名神大　月次新嘗　就中天照御魂神一座預相嘗祭」として記載される式内社（名神大社）である。以下の三社が論社とされ、中でも西福井のものが中心的な神社とされる。
- 新屋坐天照御魂神社 （大阪府茨木市西福井） - 旧郷社
- 新屋坐天照御魂神社 （大阪府茨木市宿久庄） - 旧村社
- 新屋坐天照御魂神社 （大阪府茨木市西河原） - 旧村社

上記の3社は互いに関連しており、西福井から宿久庄・西河原に分祀されたものとも、『延喜式神名帳』に「新屋坐天照御魂神社三座」と記載されていることから、それぞれが1座ずつに対応するものともみられている。なお、社名にある「新屋」とは一説には「新野」を意味し、古代における新開拓地の意味であるとされる。
別の説では主神の邇芸速日尊の名が訛ったものとする。これは「新屋(にひや)」が「新野」だとすると「新(にひ)」が訓読みなのに対し「野(ヤ)」が漢音となり、あり得ない表記となるためだ。また「野」は自然にできた平らな原野を、「原」は野を開墾した土地、開墾を意味する。記紀が成立した頃は万葉仮名の様に漢字の意味とは関係なく、漢字の音訓だけを借用して日本語を表記しており「新屋」も漢字の音訓で表記したものと思われる。邇芸速日尊をローマ字表記にすると NIGIHAYAHI（にぎはやひ）だが、西日本では濁音が清音に変化するため NIKIHAYAHI（にきはやひ）となる。また発音し難い「は」と末尾の「ひ」が省略され NIKIYA。世界的に K　は H　に転化するため、NIHIYA（にひや） になったとする。

## 祭神
『延喜式神名帳』には「新屋坐天照御魂神社 三座 並名神大。月次新嘗。就中天照御魂神一座預相嘗祭」と記載されており、3座中の1座が天照御魂神であることが判明する。この「天照御魂神」ついては『日本三代実録』貞観元年（859年）正月27日条に、「奉授…摂津国…従五位下勲八等新屋天照御魂神、並従四位下」とある。
また『日本三代実録』同年5月26日条には「摂津国従五位下伴馬立天照神、伴酒着神、並授正五位下」とあるが、摂津国の「天照神」として知られるのは当社だけであり、天照御魂神は既に「従四位下」に叙されているわけなので、この「天照神」は残りの2座中の1座であり、「伴酒着神」が最後の1座であると推定できる。なお、それ以前、『続日本後紀』嘉祥2年（849年）12月15日条に「奉授伴馬立天照神、伴酒著神。從五位下」とあって、これは国名を欠くものの、神名と神階の両者から、当社の伴馬立天照・伴酒着2神に該当することが分かる。
すなわち、本来の当社祭神は
- 新屋（坐）天照御魂神 - 名神大社で月次・新嘗・相嘗祭に預る
- 伴馬立天照神 - 名神大社で月次・新嘗祭に預る
- 伴酒着神 - 名神大社で月次・新嘗祭に預る

であったと考えられている。
なお、神名の「天照御魂」から、本来は当地における太陽神信仰に基づく神社であったとの説がある。これは西福井の新屋坐天照御魂神社を中心に見ると、西河原・宿久庄はそれぞれ冬至における日の出・日の入りの方角に位置し、逆に西河原から見ると西福井は夏至の日の入りの方角に、宿久庄から見ると夏至の日の出の方角にあたっているために、そこから太陽神信仰を導き出そうとするものであるが、太陽神信仰はともかくとして、3社の位置関係をその信仰に基づくものとする点は立証性に欠けるものである。

## 歴史

### 概史
『新抄格勅符抄』に大同元年（806年）、「新屋神」に神封1戸を充てたと見えるので、平安時代初期には、既に神封を充てられるほどの大社であったことが知られる。
前述したように六国史には各神に神階奉叙の記録が見える。その後、貞観元年9月に風雨祈願の奉幣がなされたことが見え（『三代実録』）、延喜の制では3座ともに名神大社に列した。なお、『園太暦』によれば天慶3年（940年）、諸国の「名神」の位を1階進め、新屋天照御魂神は正四位上に昇ったとある（明記を欠くが当然残りの2神は正五位上になったと考えられる）。
1. ↑  名字の謎学 博学こだわり倶楽部編 KAWADE夢文庫
2. 1 2  大和岩雄「新屋坐天照御魂神社」（『日本の神々』第3巻摂津・河内・和泉・淡路、白水社、1984年所収）

### 神階
- 六国史
  - 嘉祥2年（849年）12月15日、伴馬立天照神・伴酒著神に従五位下 （『続日本後紀』）
  - 貞観元年（859年）1月27日、新屋天照御魂神に従五位下勲八等から従四位下勲八等 （『日本三代実録』）
  - 貞観元年（859年）5月26日、伴馬立天照神・伴酒着神に正五位下 （『日本三代実録』）
- 天慶3年（940年）、新屋天照御魂神に正四位上 （『園太暦』）

## 新屋坐天照御魂神社 (西福井)
新屋坐天照御魂神社（にいやにますあまてるみたまじんじゃ）は、大阪府茨木市西福井にある神社。旧社格は郷社。
単に「福井神社」とも称されるが、一般的には「新屋神社」と略称される。

### 祭神
- 天照皇御魂大神 （あまてらすすめみたまのおおかみ、天照大神）
- 天照国照天彦火明大神 （あまてるくにてるあめのひこほあかりのおおかみ）

江戸時代には牛頭天王を祭神としていたが、明治に入って、祭神を旧に復したという。

### 歴史
社伝によれば、崇神天皇の御代に神が当地に降臨し、同天皇の7年に伊香色雄命に勅して祀らせたのに始まるという。景行天皇20年には、この神を天照皇大神と称して皇女五百野媛に祀らせた。神功皇后の三韓出兵の際、当地の川原で禊をして当社を祀り、凱戦後に当社祭神の幸魂と荒魂を西の川上（宿久庄）と東の川下（西河原）に分祀したという。
当社の裏山一帯に約30基の円墳からなる新屋古墳群があり（現在では10数基を残すのみ）、当社奉斎氏族（新屋連）との関連が指摘されている。
上古の由緒は不詳であるが、中世以降は島下郡の総社として、摂津国守護や地頭を始め、庶民の崇敬を集めたとされる。大永7年（1527年）に兵乱の害を被ってから衰微したが、天正12年（1584年）、領主中川清秀によって再興されるとともに、その内室性寿院の発願により社殿等も造営されて以来、中川氏から崇敬され、同氏が豊後に転封してからも密接な関係を保ったようで、天保年間 (1830 - 1844) の社殿造替（現在の本殿がこの時のものである）に際しても同氏から寄進を受けた。
明治5年（1872年）に郷社に列せられ、戦後は神社本庁に属さない単立神社となっている。

### 境内
本殿は天保年間の造替になる流造檜皮葺である。

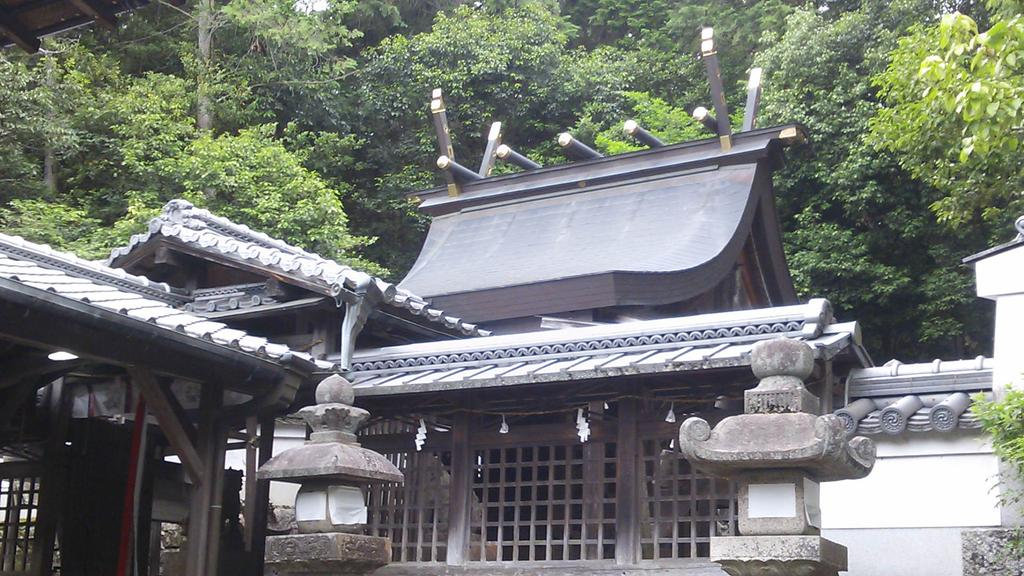
本殿
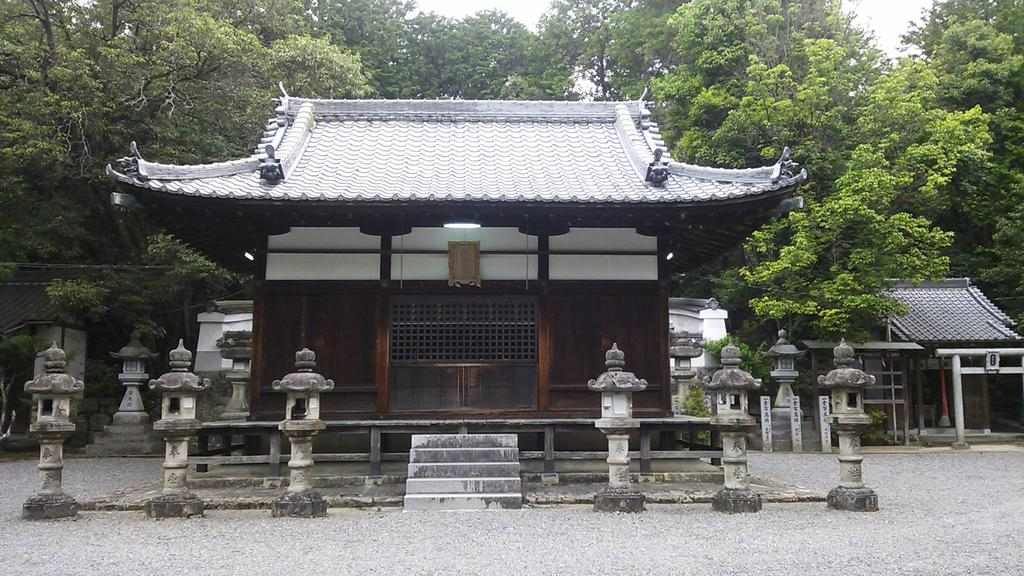
拝殿
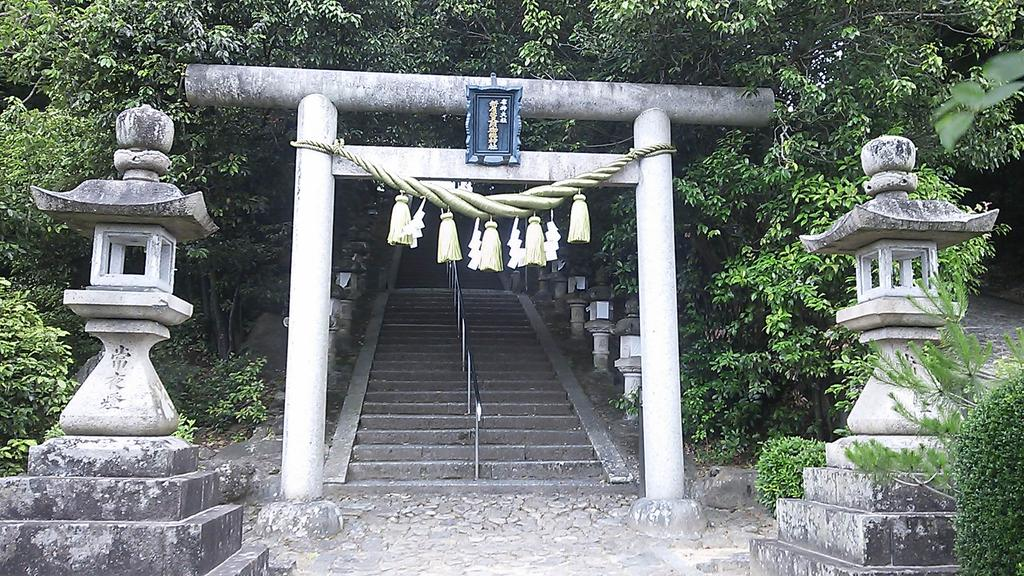
鳥居

### 摂末社
- 須佐之男神社 - 祭神：須佐之男大神
- 六所神社 - 祭神：高皇産霊大神、倭媛大神、市杵島媛大神、天手力雄大神、大歳大神、応神天皇
- 若宮八幡神社 - 祭神：仁徳天皇
- 稲生神社 - 祭神：宇賀御魂神
- 天満神社 - 祭神：菅原道真公
- 石神社2社 - それぞれ大綿津見大神と八衢比古大神を祀るが、社殿を持たない

### 現地情報
所在地
- 大阪府茨木市西福井三丁目36-1

交通アクセス
- JR西日本東海道本線 茨木駅から、阪急バス（上福井方面行）で「福井宮の前」バス停下車

## 新屋坐天照御魂神社 (宿久庄)
新屋坐天照御魂神社（にいやにますあまてるみたまじんじゃ）は、大阪府茨木市宿久庄にある神社。旧社格は村社。

### 祭神
- 天照皇大神 （あまてらすすめおおかみ）
- 天照国照彦火明大神 （あまてるくにてるひこほあかりのおおかみ）
- 天津彦瓊瓊杵大神（あまつひこににぎのおおかみ）

### 歴史
神功皇后の御代に西福井から分祀されたと伝える。戦後は神社本庁に属している。

### 現地情報
所在地
- 大阪府茨木市宿久庄五丁目17-1

交通アクセス
- JR西日本東海道本線 茨木駅から、阪急バス（阪急石橋方面行）で「国道豊川」バス停下車
- 大阪モノレール彩都線 豊川駅から徒歩

## 新屋坐天照御魂神社 (西河原)
新屋坐天照御魂神社（にいやにますあまてるみたまじんじゃ）は、大阪府茨木市西河原にある神社。旧社格は村社。
略称として「新屋神社」とも。

### 祭神
主祭神
- 天照国照彦火明命 （あまてるくにてるひこほあかりのみこと）

相殿神
- 天児屋根命
- 建御名方命

### 歴史
社伝によれば、崇神天皇の御代に創祀されたという（神功皇后の御代に西福井から分祀されたとの説もある）。以降、広大な神域を領する近郷の総社として上下の崇敬を集め殷賑を極めたが、兵乱や太閤検地のために社領を失うなど、天正年間（1573 - 1592）以降次第に衰微したと伝える。また、当初の鎮座地は現在の総持寺であるとの伝えもある（『三島神社名蹟考』所引「三島随筆」）。
かつては磯良神社（疣水神社）（茨木市三島丘）の地に鎮座していたが、寛文9年（1669年）、西北の現在地に遷座され、同12年に社殿が造営された。なお、磯良神社は当社の境内社であったが、同社の玉の井（疣水）が痣取りに霊験があるとして崇敬を集めるようになり、ついに社地を譲り独立させたものである。
戦後は神社本庁に属している。

### 境内
本殿は寛文12年（1672年）造営とされる三間社流造で、正面に千鳥破風を付ける。昭和44年（1969年）に改築された。

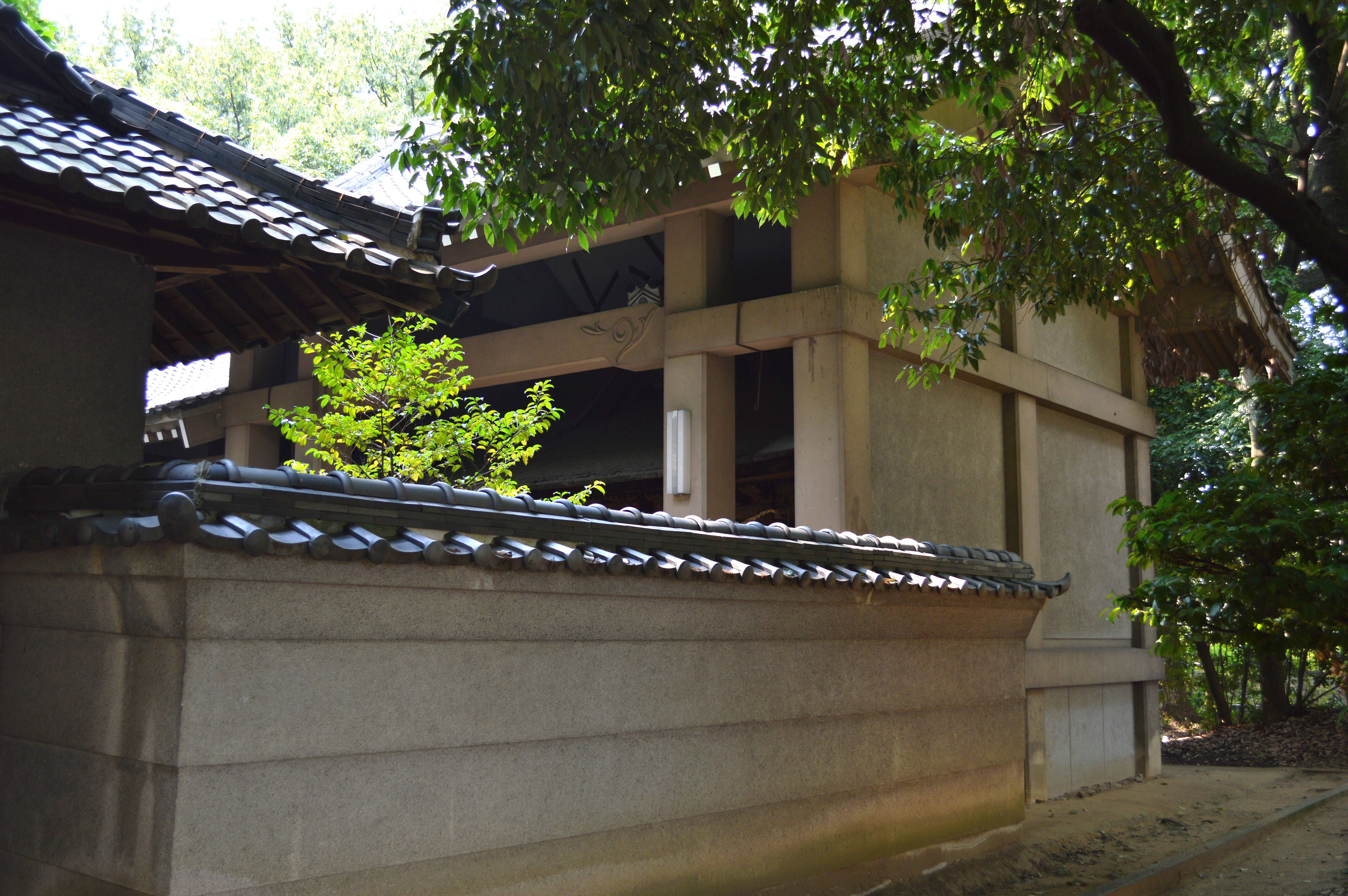
本殿
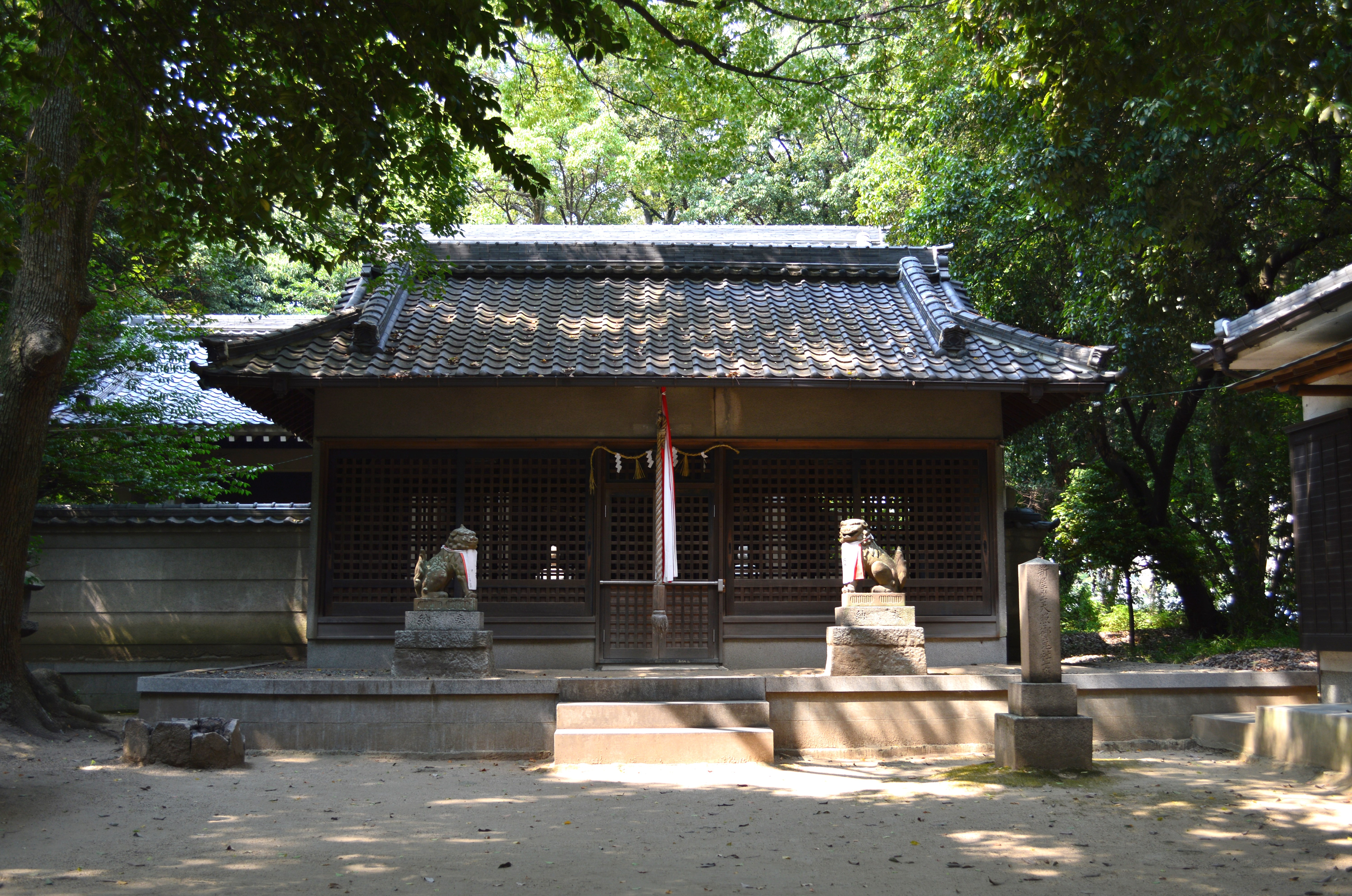
拝殿
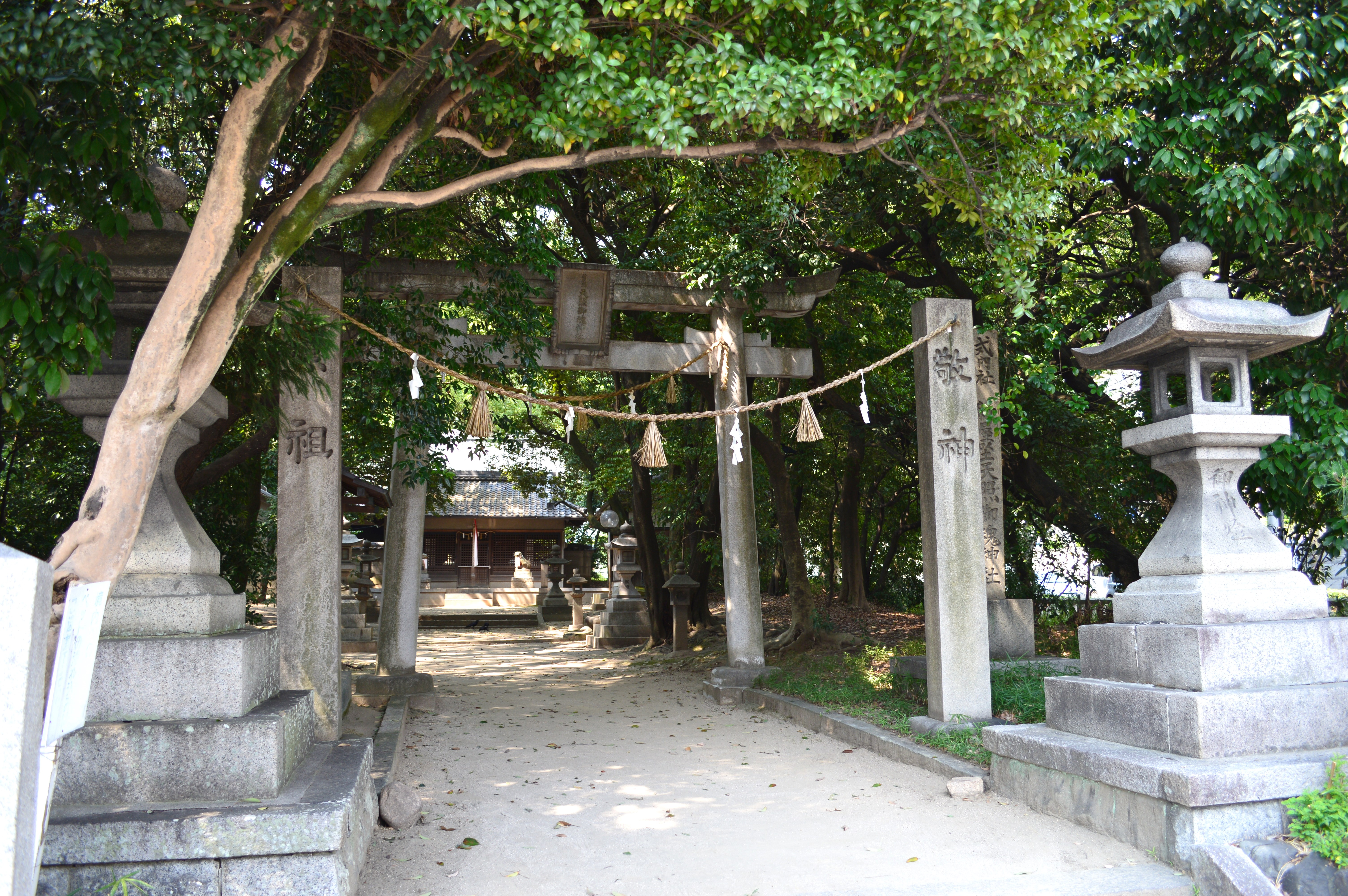
鳥居

### 摂末社
- 東之神社 - 祭神：八幡神、住吉神、磯良神
- 須佐神社 - 祭神：速素盞嗚尊
- 稲荷神社 - 祭神：宇賀御魂神

### 祭事
- 歳旦祭 （1月1日）
- 春祭 （5月10日）
- 例祭 （10月15日）

### 現地情報
所在地
- 大阪府茨木市西河原三丁目1-2

交通アクセス
- 徒歩：阪急電鉄 総持寺駅から、北西へ1.1km
- バス：阪急電鉄 茨木市駅から、近鉄バス（花園東和苑行）で「東太田一丁目」バス停下車